# 中村亘利

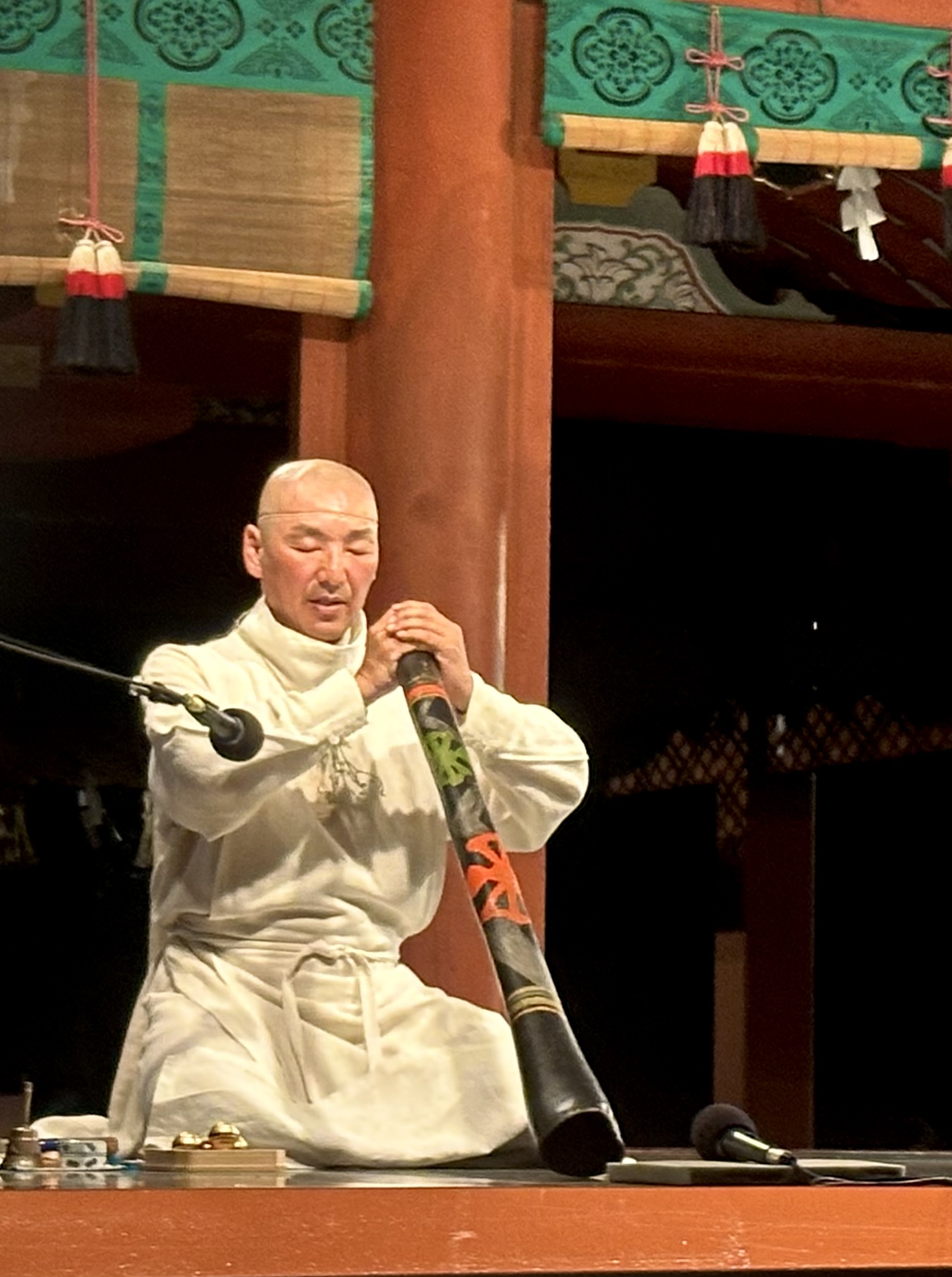
KNOB、鎌倉にて

中村 亘利（なかむら のぶとし、1970年2月9日 - ）は、日本の音楽家。男性アイドルグループ・CHA-CHAの元メンバー。現在はオーストラリア先住民アボリジニの世界最古の楽器ディジュリドゥ、縄文の神笛〔石笛〕の奏者として、「KNOB （ノブ）」名義で活動している。東京都港区六本木出身。  小室哲哉とはいとこ関係。

## 所属事務所
ジャニーズ事務所　→　ライジングプロダクション　→　KNOBオフィス29

## ジャニーズ時代の参加ユニット
- 少年忍者
- おめで隊
- 少年御三家
- CHA-CHA

## 来歴
1983年、マイケル・ジャクソンに影響を受け13歳時にジャニーズ事務所のタレント募集に応募し合格。1984年より同社所属となる。1985年にJr.内ユニット「少年忍者」のメンバーに選ばれる。1987年、萩本欽一プロデュースの「おめで隊」でレコードデビュー。更に翌1988年には「CHA-CHA」として再レコードデビューした。テレビの音楽番組、バラエティ番組を中心に活動し人気を博した。
20歳の時に事務所を離れ、1992年のCHA-CHA活動終了後に「NOBU」名義でソロCDデビュー。 
25歳時にオーストラリアに渡り、アボリジニの民族楽器・ディジュリドゥに触れ感銘を受ける。現地で演奏法を学び、日本に帰国した後もトレーニングを積む。その後天然空洞木無孔笛流初代を名乗り、芸名を「KNOB」と改める。ちなみにKNOBという名の由来は、「DoorをKnockする、自分自身の新たな扉を開ける」という意味から。
龍村仁監督の2007年公開のドキュメンタリー映画『地球交響曲第六番』虚空の音の章に出演。
現在は北鎌倉・雪堂美術館を拠点に全国各地で演奏活動を行う一方、熊野本宮大社、平等院、鶴岡八幡宮、中尊寺、金峯山寺、比叡山延暦寺・根本中堂、天河大辨戝天社、諏訪大社、鞍馬寺ほか
全国の神社・仏閣で奉納演奏の活動も行っている。着物に袴姿でディジュリドゥで般若心経や祝詞を奏上し祈るという日本人としての独自の演奏スタイルを確立し、
自ら茶の点前も行い　茶会と演奏という会も開いている。
また幼児期から習っていた書道にも本格的に取り組み、小野田雪堂に師事。2002年には師範となり、数々の展覧会に作品を発表している。
2021年
長年、アボリジニの伝統楽器を日本人としての精神、文化、祈りを融合させた活動に対し、
伏見宮殿下より社会文化功労賞を授与
様々なアーティストとのコンサート活動と共に長年、国内外の神社、仏閣、教会、聖地での献奏活動を行なっている一方、近年   サロンにて自然なる楽器を細胞に振動させ、共振する個人ヒーリングセッション〘 True  Life Harmony〙を開催。
芸能(芸術)・宗教(祈り)・医療(ヒーリング)
元々ひとつであった古代の地球人の根源を音の世界から探求している。
海外献奏
薬師寺仏跡巡礼にて献奏
インド ブッガダヤ・霊鷲山
ウズベキスタン
西安  
イスラエル 聖書ゆかりの地
自然服うさと海外ツアー
イギリス、フランス、ドイツ、ベルギー、ポーランド、スイス、アメリカ、タイほか
ハワイ島、カウアイ島、オーストラリア、バリ島、香港

## 主な出演作品

### テレビ

#### バラエティ
- ドキド欽ちゃんスピリッツ!! （TBS）
- 歌え!アイドルどーむ （テレビ東京）
- 笑うと泣くぞ…ダハ! （日本テレビ）
- 欽どこTV!! （1989年・昼枠、テレビ朝日）
- 欽きらリン530!! （日本テレビ）
- CHA-CHAワールド （日本テレビ）
- はなきんデータランド （テレビ朝日）

#### ドラマ
- 世にも奇妙な物語「運命の赤い糸」（1991年2月21日、フジテレビ）

### 舞台・ミュージカル
- ミュージカル・アドベンチャー『ザ・サスケ』／ヒット・パレード （1985年4月 - 5月、梅田コマ劇場）
- 東宝ミュージカル『王子と踊り子』（1987年10月4日 - 28日、青山劇場） - ニコラス国王役
- 「少年隊ミュージカル PLAYZONE」シリーズ
  - PLAYZONE　"MYSTERY" （1986年）
  - PLAYZONE '87 TIME-19 （1987年）
  - PLAYZONE '88 カプリッチョ ―天使と悪魔の狂想曲― （1988年）
- Good-Bye Yesterday （後にビデオ化）

### ラジオ
- CHA-CHAのどんまいフレンド （1989年1月 - 1990年10月、ニッポン放送）

## ディスコグラフィ
すべてバップから（CHA-CHAのメンバーとして）

### シングル
1. Beginning （1988年9月27日、オリコン最高順位第5位、『ザ・ベストテン』最高順位第8位、『歌のトップテン』最高順位第9位） - 『欽キラリン530!!』エンディングテーマ
作詞：島武実／作曲・編曲：入江純
c/w ファンタジーキッス
2. いわゆるひとつの誤解デス （1988年12月14日、オリコン最高順位第2位、『ザ・ベストテン』最高順位第6位）
作詞・作曲：尾関昌也／編曲：山本健司
c/w その胸に勇気を
3. 僕のせいいっぱい （1989年4月19日、オリコン最高順位第3位、『ザ・ベストテン』最高順位第5位）
作詞：戸沢暢美／作曲：多々納好夫／編曲：中村哲
c/w 風に翼はいらない
4. ボクらの夢によろしく （1989年5月17日、オリコン最高順位第9位） - 日本テレビ系アニメ『ミラクルジャイアンツ童夢くん』主題歌
作詞：平出よしかつ／作曲：多々納好夫／編曲：鷺巣詩郎
c/w やさしくされたあの気持ち - 同エンディングテーマ
5. 約束 （1989年8月9日、オリコン最高順位第9位）
作詞：田久保真見／作曲多々納好夫／編曲：船山基紀
c/w 地球は丸ごとFALLIN' LOVE
6. ぽろり物語 （1989年11月8日、オリコン最高順位第13位）
作詞：及川眠子／作曲：作曲：見岳章／ 編曲：中村哲
c/w おれは俺
7. キスしたい （1990年4月25日、オリコン最高順位第18位）
作詞：田久保真見／作曲多々納好夫／編曲：船山基紀
c/w 僕の部屋に夜明けが来たら
8. TRIANGLE LOVERS （1990年11月5日、オリコン最高順位第17位）
作詞・作曲：尾関昌也／編曲：船山基紀
c/w 君と隠密したいネ
9. アンパンマンたいそう （1991年7月21日、オリコン最高順位第83位）
作詞：やなせたかし、魚住勉／作曲・編曲：馬飼野康二
c/w 白いレリーフ
  - 「アンパンマンたいそう」はドリーミング歌唱版がオリジナルだと思われがちだが、CHA-CHAの歌唱版が最初である。1993年3月1日にドリーミングがカバーしている。
10. 僕たちのこの地球で （1991年12月21日、オリコン最高順位第92位）
作詞：CHA-CHA／作曲・編曲：門司肇
c/w すみれ色…ジャックポット

### アルバム
1. 瞳の中の宝島（1989年1月1日、オリコン最高順位8位）
2. 空色の気持ち（1989年7月21日、オリコン最高順位9位）
3. CHA-CHA BEST（1990年6月21日）
4. たわむれに恋はすまじ（1990年12月21日、オリコン最高順位46位）
5. CHA-CHA シングルコレクション（1991年12月21日）
6. CHA-CHA ゴールデン☆ベスト（2011年5月18日）

### CD
- ワンガイ
- 観音 葛飾北斎の世界
- 地球交響曲第六番サウンドトラック